# Переправа (фильм, 2014)
«Переправа» (англ. The Crossing; кит. трад. 太平輪, упр. 太平轮, пиньинь Tàipíng lún, палл. Тайпин лунь) — эпическая военно-историческая романтическая драма (часть 1) и фильм-катастрофа (часть 2) 2014–2015 годов, режиссёра Джона Ву и написанная Ван Хуэйлином, разделённая на две части. В фильме снимались Чжан Цзыи, Такэси Канэсиро, Сон Хегё, Хуан Сяомин, Тун Давэй и Масами Нагасава. Фильм является совместным производством Китая и Гонконга и основан на затоплении парохода «Тайпин» в 1949 году. Инцидент привел к гибели более 1500 пассажиров и членов экипажа. Премьера первой части состоялась 2 декабря 2014 года (в российском прокате — 23 июля 2015), премьера второй части («Переправа II») состоялась 30 июля 2015 года.

## Сюжет
Фильм основан на реальной трагедии 1949 года. Он рассказывает о потоплении корабля «Тайпин», унёсшем жизни более 1500 пассажиров и экипажа. В центре сюжета - три пары, чьи судьбы оказались связанными с событиями, развернувшимися на фоне военных действий.
Июнь 1945 года, восточно-китайский театр военных действий японо-китайской войны. Генерал Лэй Ифан (Хуан Сяомин) руководит наступлением на японскую линию обороны. В это же самое время по другую линию фронта, призванный в японскую армию из японского Тайваня, этнический китаец - полевой медик Янь Цзэнькунь (Такэси Канэсиро), проводит операцию раненным солдатам. После прорыва линии обороны, связист Тун Дацин (Тун Давэй) захватывает в плен Янь Цзэнькуня. 
После того, как японская армия сдаётся, все трое из них возвращаются к своей мирной жизнью. Лэй Ифан вернулся в Шанхай, где и познакомился на балу с Чжоу Юньфэнь (Сон Хегё) из хорошой богатой семьи. Несмотря на предупреждения своей матери принимать внимание, что Лэй служит в армии, они влюбляются с первого взгляда и несколько месяцев спустя они женятся. Теперь беременная Чжоу, говорит Лэю, что у неё есть сомнения относительно его планов отправить её на Тайвань. Он успокаивает её, хотя она просит его не провожать её из суеверия. Родители Чжоу провожают её и её сестру на «Тайпине» вместе со многими представителями шанхайской элиты.
Несколько лет спустя во время возобновления гражданской войны, бедная, неграмотная молодая женщина Юй Чжэнь (Чжан Цзыи) вербуется медсестрой в военный госпиталь в Шанхае. Она мечтает воссоединиться со своим возлюбленным Ян Тяньху, который уехал сражаться с коммунистами.
В следующем году Юй Чжэнь встречает сержанта войск связи Тун Дацина возле той же фотостудии, которую Лэй и Чжоу использовали для своей свадьбы. Сержант Тун и Юй и одолженного ими ребенка, сговорились, чтобы они сфотографировались всей семьей в качестве доказательства их брака. Это позволило бы его родителям, оставшимся дома, получать больше продуктовых пайков. Неожиданно для себя они действительно стали парой влюбленных.
Янь Цзэнькунь вернулся на Тайвань после победы в войне, но обнаружил, что его бывшая возлюбленная Масако Симура (Масами Нагасава), была депортирована в Японию. Но поскольку мать Янь Цзэнькуня не одобряла их союз, она сожгла все письма, отправленные Масакой - Янь Цзэнькуню, заставляя разорвать их связь. Во время гражданской войны между Гоминьданом и Коммунистической партией армия Гоминьдана была полностью побеждена. До того, как Лэй Ифан умер в бою, он попросил Тун Дацина передать свой дневник своей жене.
Когда гражданская война подходила к концу, младший брат Янь Цзэнькуня - Янь Цзэмин (Тони Ян) был чрезвычайно разочарован текущей ситуацией и отправился в материковый Китай, чтобы принять участие в студенческом движении. Чтобы поддерживать семью, которая боролась с трудностями, Янь Цзэнькунь женился на свояченице старшего брата вместо своего покойного. На первый взгляд, чтобы купить лекарство, он сел на круиз «Тайпин» между Цзилуном и Шанхаем, чтобы купить лекарство. На самом деле Янь Цзэкунь отправляется в Шанхай, чтобы вернуть своего брата обратно на Тайвань, который в итоге остаётся в Шанхае. Хотя внешне он казался спокойным, но он никогда не переставал скучать по своей возлюбленой Масако, с которой ему пришлось расстаться из-за войны. В то время в Китае все пытались любыми способами сесть на «Тайпин» и отправиться из Шанхая на Тайвань. Неожиданно случайное кораблекрушение изменило судьбу всех, и большинство из почти 1000 человек, находившихся на борту, погибли в результате кораблекрушения.
Все из них встречаются на «Тайпине», последнем пароме направлявшемся на Тайвань. Капитан их судна напивается, в результате чего судно сталкивается с другим. Корабль внезапно затонул в течение нескольких минут, что вызвало бурную сцену, пока он полностью не затонул. Цзэкунь, переживший первое затопление, теперь использует свои медицинские знания, чтобы помочь раненым, пока немногие выжившие сражаются на скудной мебели, оставшейся от затонувшего корабля. Юй Чжэнь, утверждая, что раньше была медсестрой, помогает Цзэкуню. 
Внезапно сам паром «Тайпин» начинает тонуть. Некоторые мужчины в надежде спастись пытаются украсть спасательные круги у других выживших, и даже у детей. Один из них наносит удар Цзэкуню, который медленно умирает, видя свою возлюбленную присмерти, которая ранее покончила с собой из-за горя разлуки. Он умирает счастливым, качаясь на дне. Юй Чжэнь воссоединяется с раненым Тун Дацином и теряет блокнот, который Лэй Ифан дал ему в надежде что дневник достанется его жене. Юй Чжэнь находит его, и он воссоединяется с ребёнком и Юй Чжэнем. В конце концов они держатся за часть корабля, пока не наступает восход солнца, когда австралийский военный корабль HMAS спасает их вместе с ещё 31 выжившим. 
Спустя 4 месяца, Чжоу Юньфэнь родила сына Лэй Ифана, но она не знает, что случилось с её мужем. Тун Дацин приходит к ней домой, чтобы сообщить ей плохие новости, сказав, что он может принести дневник Лэй Ифана благодаря Юй Чжэнь. Чжоу Юньфэнь благодарит не только Тун Дацина, но и Юй Чжэня.

## В ролях
| Актёр           | Роль                                    |
| --------------- | --------------------------------------- |
| Чжан Цзыи       | Юй Чжэнь                                |
| Такэси Канэсиро | доктор Янь Цзэнькунь                    |
| Сон Хегё        | Чжоу Юньфэнь                            |
| Хуан Сяомин     | генерал Лэй Ифан                        |
| Тун Давэй       | капитан Тун Дацин                       |
| Масами Нагасава | Масако Симура                           |
| Хитоми Куроки   | мать Масако Симуры                      |
| Ян Гуймэй       | мать Янь Цзэнькуня                      |
| Тони Ян         | Янь Цзэмин (младший брат Янь Цзэнькуня) |
| Ю Фэйхун        | госпожа Гу                              |
| У Фэйся         | Мэйфан                                  |

## Производство
Оригинальный сценарий фильма был написан Ван Хуэйлином, который писал сценарии для фильмов тайваньского режиссёра Энга Ли, таких как «Ешь, пей, мужчина, женщина» (1994), «Крадущийся тигр, затаившийся дракон» (2000) и «Вожделение» (2007). Новый сценарий, написанный Джоном Ву и тайваньскими режиссёрами Су Чао-пином и Чэнь Цин-хуэй, был охарактеризован как «значительно измененный».
Съемки фильма «Переправа» начались 6 июля 2013 года в Пекине. Другие места съёмок включали Внутреннюю Монголию, Шанхай, Тайвань и Тяньцзинь.

## Релиз
Фильм был выпущен в формате стереоскопического 3D. 9 сентября 2014 года Beijing Galloping Horse объявила, что фильм будет выпущен в двух частях, первая часть выйдет в Китае 2 декабря 2014 года.
Первый официальный трейлер фильма был выпущен 22 сентября 2014 года.
«Переправа» открылась на первом месте в китайском прокате 2 декабря 2014 года, что составило около 37,3% от всех показов в Китае, собрав 24,0 млн юаней (3,91 млн долларов США). Фильм был показан в 3D и IMAX 3D. Фильм был выпущен в Гонконге 25 декабря 2014 года.